# Regueras de Arriba
Regueras de Arriba ist ein nordspanischer Ort und eine Gemeinde (municipio) mit 264 Einwohnern (Stand: 2024) im Süden der Provinz León in der Autonomen Gemeinschaft Kastilien-León. Neben dem gleichnamigen Hauptort Regueras de Arriba gehört die Ortschaft Regueras de Abajo zur Gemeinde.

## Lage und Klima
Regueras de Arriba liegt etwa 44 Kilometer südwestlich von León in einer Höhe von etwa 765 m. Der Río Órbigo begrenzt die Gemeinde im Westen und Süden. Das Klima ist gemäßigt bis warm; Regen (ca. 502 mm/Jahr) fällt überwiegend im Winterhalbjahr.

## Bevölkerungsentwicklung
| Jahr      | 1970 | 1981 | 1991 | 2001 | 2011 | 2021 |
| Einwohner | 829  | 537  | 471  | 391  | 336  | 272  |

## Wirtschaft
An erster Stelle im Wirtschaftsleben der Gemeinde steht traditionell die ursprünglich zur Selbstversorgung betriebene Landwirtschaft. Auf den Feldern wurden Weizen, Gerste, Wein etc. kultiviert; die Hausgärten lieferten Gemüse und Kartoffeln. 

## Sehenswürdigkeiten
- Salvatorkirche in Regueras de Arriba
- Michaeliskirche in Regueras de Abajo

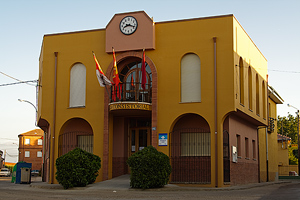
Rathaus